# Colette Probst-Wurth
Colette Probst-Wurth (Luxemburg-Stad, 1928 – ?, 2008) was een Luxemburgs keramist.

## Leven en werk
Colette Wurth was een dochter van ingenieur Édouard Wurth en Marie Thérèse Lambert. Ze studeerde aan de Koninklijke Academie voor Schone Kunsten van Brussel. Rond 1945 volgde ze tekenlessen bij haar latere echtgenoot Joseph Probst (1911-1997) en vervolgens keramiekcursussen bij Paul Filleul in Mortagne (Frankrijk). In 1947 trouwde ze met Probst. Uit het huwelijk werden drie kinderen geboren, onder wie de kunstenares Annette Weiwers-Probst.
Probst-Wurth maakte kommen, schalen, vazen en ander keramisch werk, in een eenvoudige en sobere stijl. Aanvankelijk was haar werk donker en zwaar, later werd dat lichter en ranker.  Samen met haar man maakt ze tegeltableaus. Een voorbeeld daarvan is de keramieken uitvoering door Colette van vier schetsen die Jozef maakte, geïnspireerd door Mahlers Lieder eines fahrenden Gesellen. Ze exposeerde haar werk meerdere malen, waaronder een aantal keren tegelijk met dat van haar schoonzus, de textielkunstenares Denise Probst-Massin, tijdens de Women's International Exposition in New York (1950), in Galerie La Cité (1977) en in Galerie Simoncini in Luxemburg-Stad (1984). In 1954 richtte het echtpaar Probst-Wurth samen met onder anderen François Gillen, Frantz Kinnen, Emile Kirscht Wenzel Profant, Michel Stoffel en Lucien Wercollier de groep Iconomaques op, waarmee ze ook exposeerden. Op het eerste congres van de l'Académie Internationale de la Céramique in Cannes (1955) ontvingen Joseph en Colette Probst en Jeanne en Léon Nosbusch een erediploma. In 1961 exposeerde het echtpaar Probst samen in de Galerie d'Art Municipale in Esch. In 1972 nam ze deel aan een internationale keramiektentoonstelling in het Victoria and Albert Museum in Londen. Ter gelegenheid van de 100e verjaardag van zijn geboorte wijdde het Musée National d'Histoire et d'Art in 2011 een expositie aan het werk van Joseph Probst, waarbij ook werk van zijn vrouw Colette Probst-Wurth was te zien.

## Enkele werken
- 1980-1981 platen in keramiek met symbolische visvoorstellingen, voor de tabernakeldeur van de Sint-Laurentiuskerk in Diekirch. Jozef ontwierp een ijzeren scherm voor het koor, dat werd uitgevoerd door Jean Ney.
- tegeltableaux La Vierge et l'Enfant, samen met haar man.

## Werk in openbare collecties
- Musée national d'archéologie, d'histoire et d'art

- Musée national d'archéologie, d'histoire et d'art: lkl005663
- RKD-Nederlands Instituut voor Kunstgeschiedenis: 374514